# おのみち林芙美子記念館
おのみち林芙美子記念館（おのみちはやしふみこきねんかん）は、広島県尾道市にある林芙美子の記念館。
建物は林芙美子が尋常小学校から女学校にかけて2年半過ごした旧宮地醤油店であり、「旧宮地醤油店離れ（林芙美子旧居）」として国の登録有形文化財に登録するよう答申を受けている。

## 展示
尾道市及び広島県立尾道東高等学校に寄贈された林芙美子の直筆原稿、書簡、油彩画、着物、愛蔵品など90点以上を常設展示している。
1. 『九州の思ひ出』コーナー[1]
2. 『尾道第二尋常小学校』コーナー[1]
3. 『尾道市立高等女学校･後県立高等女学校（現尾道東高等学校）』コ－ナー[1]
4. 『直筆原稿・初版本』コーナー[1]
5. 『書簡・絵画』コーナー[1]
6. 『愛用した着物』コーナー[1]

## 建物
2023年（令和5年）3月17日、文化審議会は「旧宮地醤油店離れ（林芙美子旧居）」として登録有形文化財に登録するよう答申した。